# Stephenson 2-18
Stephenson 2-18 (St2-18), también conocida como Stephenson 2 DFK 1 o RSGC2-S18, es una estrella hipergigante roja ubicada en la constelación de Scutum. Se encuentra cerca del cúmulo abierto Stephenson 2, a unos 6000 parsecs (20 000 años luz) de la Tierra, y se supone que pertenece a un grupo de estrellas a una distancia similar. 
Se encuentra entre las estrellas más grandes conocidas y una de las hipergigantes rojas más luminosas, con un radio estimado alrededor de 2150 veces el del Sol (R☉), que corresponde a un volumen alrededor de 10 000 millones de veces mayor que el Sol. Si se colocara en el centro del sistema solar, su fotosfera envolvería la órbita de Saturno. Actualmente ocupa el puesto de la estrella más grande reconocida en el universo observable.

## Historial de observación

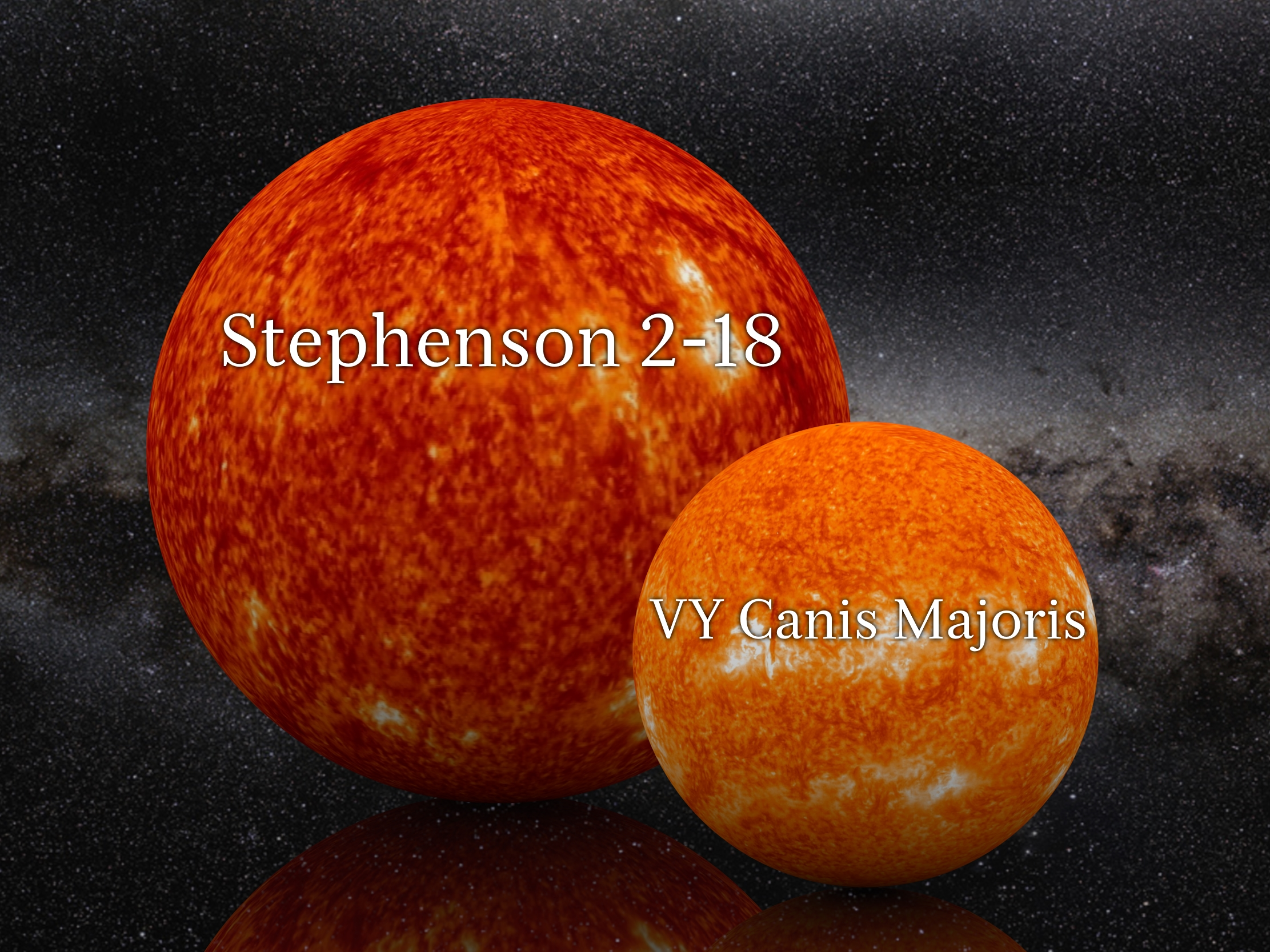
Comparación de Stephenson 2-18 y VY Canis Majoris.

El cúmulo abierto Stephenson 2 fue descubierto por el astrónomo estadounidense Charles Bruce Stephenson en 1990 con los datos obtenidos por un estudio de infrarrojo profundo. El cúmulo también se conoce como RSGC2, uno de varios cúmulos abiertos masivos en Scutum, cada uno de los cuales contiene múltiples hipergigantes rojas.
La estrella más brillante en la región del cúmulo recibió el identificador 1 en el primer análisis de las propiedades de los miembros del cúmulo. Sin embargo, no se consideró miembro de Stephenson 2 debido a su posición periférica, brillo anormalmente alto y movimiento propio ligeramente atípico. En un estudio posterior, a la misma estrella se le designó el número 18 y se le asignó a un grupo periférico de estrellas llamado Stephenson 2 SW, que se suponía que estaba a una distancia similar del cúmulo central. La designación St2-18 (abreviatura de Stephenson 2-18) se usa a menudo para la estrella, siguiendo la numeración de Deguchi (2010).  Para reducir la confusión de usar el mismo número para diferentes estrellas y diferentes números para la misma estrella, las designaciones de Davis (2007) a menudo reciben un prefijo de DFK o D, por ejemplo Stephenson 2 DFK 1.

## Propiedades físicas
St 2-18 muestra los rasgos y propiedades de una hipergigante roja extrema de alta luminosidad, con un tipo espectral tardío de M6, que es inusual para una estrella hipergigante. Esto la coloca en la esquina superior derecha del diagrama de Hertzsprung-Russell. St 2-18 está cerca del límite de la luminosidad que se puede obtener de una hipergigante roja.
Un cálculo para encontrar la luminosidad bolométrica ajustando la distribución espectral de energía (SED por sus siglas en inglés) le da a la estrella una luminosidad de casi 440 000 L☉, con una temperatura efectiva de 3200 K, que corresponde a un radio muy grande de 2150 R☉ (1,5×1099 km; 10 ua; 930 000 000 mi), que sería considerablemente más grande y más luminosa que los modelos teóricos de las hipergigantes rojas más grandes y luminosas posibles (aproximadamente 1500 R☉ y 320 000 L☉ respectivamente). Un cálculo alternativo pero más antiguo de 2010, aún asumiendo la pertenencia al clúster Stephenson 2 en 5,5 kpc pero basado en 12 y 25 µm fluxes, da una luminosidad mucho más baja y relativamente modesta de 90 000 L☉. Un cálculo más reciente, basado en la integración de SED y asumiendo una distancia de 5,8 kpc, da una luminosidad bolométrica de 630 000 L☉ aunque los autores dudan que la estrella sea realmente un miembro del cúmulo y se encuentre a esa distancia.